# Liten kardborre
Liten kardborre (Arctium minus) är en art i familjen korgblommiga växter. Den förekommer naturligt i Europa, på Madeira och i Medelhavsområdet, samt österut till Afghanistan. I södra och mellersta Sverige är liten kardborre ganska vanlig vid vägar och annan kulturpåverkad mark.
Liten kardborre är en tvåårig ört som blir upp till 1 meter hög. Den blommar i juli till augusti med rosaröda blommor. Bladen hjälper mot infekterade sår och roten är mycket kolhydratrik. Kardborren har små krokar på sina kardeler vilket låter dem fastna på textiler.

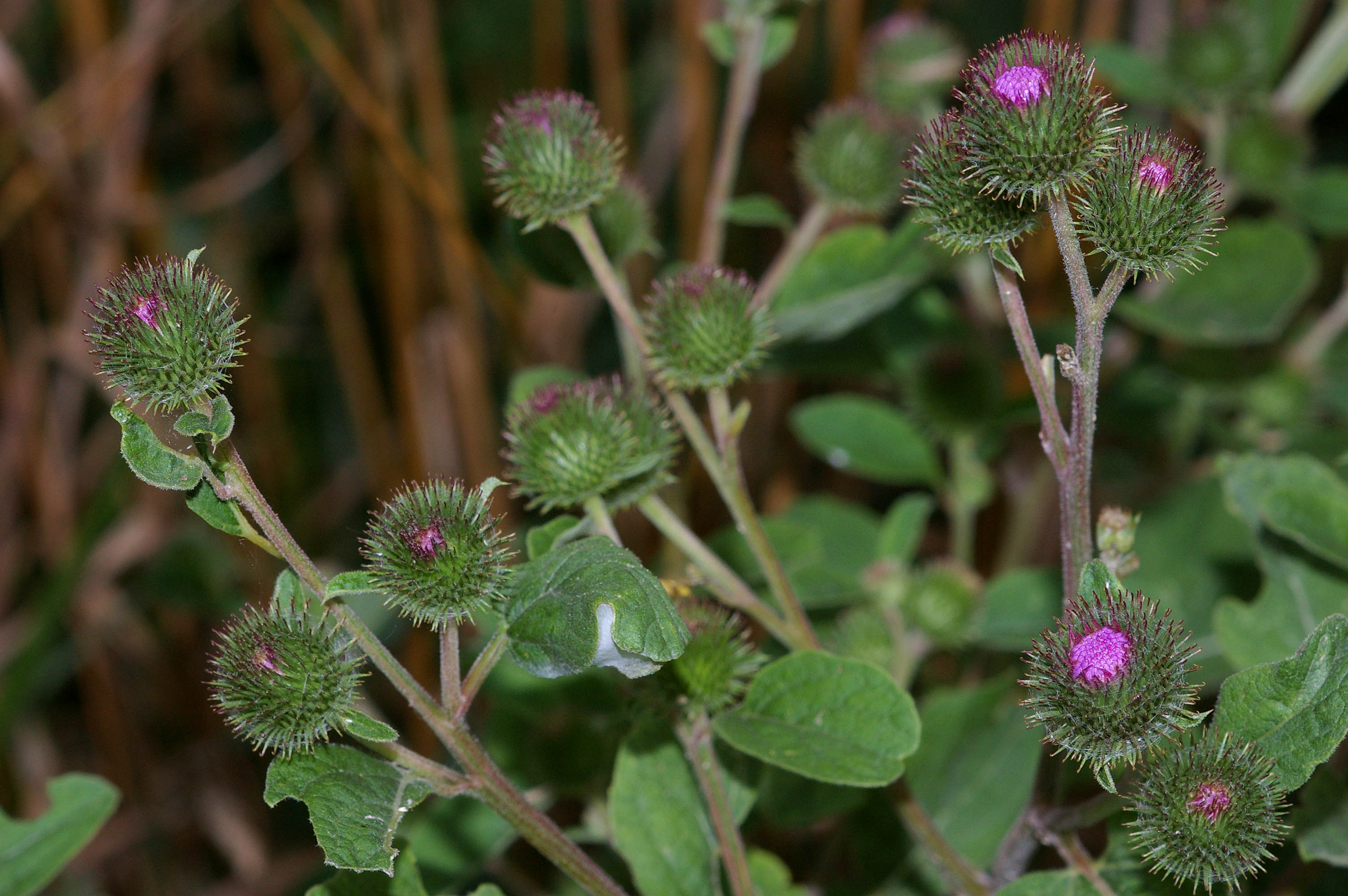

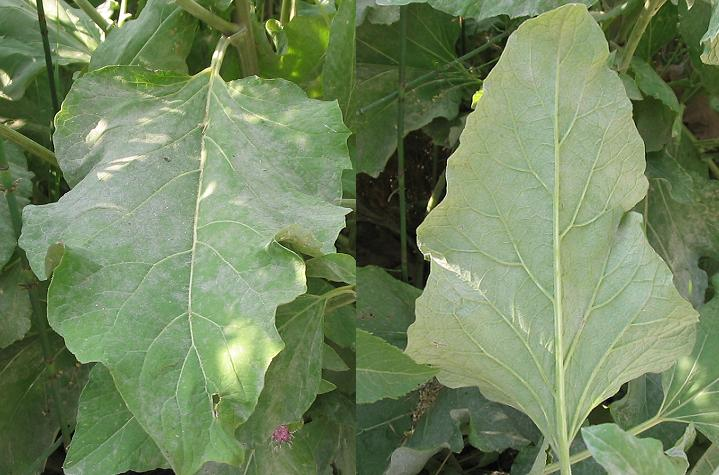
blad